# Batalion Milicji Miejskiej Krakowa
Batalion Milicji Miejskiej Krakowa – polski oddział piechoty wchodzący w skład wojsk powstańczych okresu insurekcji kościuszkowskiej.

## Formowanie
24 marca na radni magistratu krakowskiego uchwalili utworzenie 500 osobowego batalionu milicji miejskiej miasta Krakowa. Dwa dni później nowo formowana jednostka przekroczyła zaplanowaną do zmobilizowania liczbę osób. Część z nich pochodziła z dobrowolnego zaciągu, większość jednak z zaciągu 5-dymowego. W kolejnych dniach komisje felczerskie uznały za niezdolnych do służby 71 osób, 31 zwolniono na polecenie krakowskiej komisji porządkowej, a 17 zdezerterowało. Rekrutowano kolejnych kantonistów. 10 maja brakowało do stanu etatowego 37 szeregowych. Razem z oficerami batalion liczył tego dnia 442  żołnierzy. 15 czerwca, w dniu kapitulacji Krakowa, stan liczbowy batalionu wynosił 500 głów. Na uzbrojeniu batalion posiadał 355 karabinów. Po kapitulacji batalion rozwiązano, większość żołnierzy przedostała się przez Wisłę na stronę austriacką, gdzie została rozbrojona i internowana, a pozostali rozeszli się do domów.

## Żołnierze batalionu
Początkowo batalionem dowodził płk Józef Jagielski. W połowie kwietnia jego miejsce zajął płk Rudolf Divix et Rottenburg. Majorem batalionu był Antoni Kamiński, a pierwszym kapitanem Franciszek Mackiewicz. W batalionie służył też por. Wincenty Łodwigowski i por. Łukasz Szankowski. Po kapitulacji Krakowa przedostali się przez kordon austriacki i powrócili do obozu Kościuszki tylko ppor. Feliks Janiszewski i chor. Tomasz Macherzyński.